# علي أحمد ملا
علي أحمد علي ملا (1366 هـ / 1945)، مؤذن المسجد الحرام وشيخ المؤذنين، التحق رسميًا للعمل بصفة مؤذن عام 1975، ويعد أشهر المؤذنين المعاصرين بالحرم المكي، إذ عمل على مدار 40 عامًا، وعُرف بكونه صاحب نبرة صوتية مميزة ومعروفة للمسجد الحرام حول العالم، ولقبه البعض بـ «بلال الحرم».

## نشأته ودراسته
ولد عام 1366 هـ الموافق لعام 1945 في مكة المكرمة. درس في الحرم المكي الشريف في حلقة الشيخ عاشور ثم درس الابتدائية في مدرسة الرحمانية الابتدائية في المسعى داخل الحرم المكي ثم انتقل بعد ذلك إلى الحراج ثم إلى القرارة، درس الصف الرابع والخامس في مدرسة الثغر النموذجية بمدينة جدة. التحق بمعهد العاصمة النموذجي في التربية الفنية وبقي هناك ثلاثة أعوام حيث تخرج من هذا المعهد في عام 1390 هـ / 1391 هـ حيث حصل على الدبلوم في التربية الفنية ثم الماجستير في التربية الفنية.

## عائلته
معظم أفراد عائلته مؤذنين في المسجد الحرام، وبعد وفاة ابن عمه الشيخ عبد الملك الملا تولى مشيخة المؤذنين بالمسجد الحرام، وهو الابن الرابع بين ثلاثة أبناء وخمس بنات، وتعتبر أسرته وثيقة الصلة بالأذان؛ فجده علي عبد الرحمن ملا كان مؤذن في الحرم، وكذلك أبوه وعمه صديق وعمه عبد الرحمن وأبناؤه عبد اللطيف وعبد الله والشيخ عبد الملك جميعهم مؤذنون في الحرم، كما أن جده لأمه عبد الله خوج من مؤذني الحرم وكذلك عبد الحفيظ وابنه توفيق كانوا يعملون في الأذان بالحرم المكي الشريف.

## حياته

### في الحرم
كان الأذان في الحرم المكي يتم عبر المنابر وكان التبليغ في المنارات الأربعة الموجودة في المسجد الحرام، حيث يتولى بيت الريس توقيت مواعيد الأذان وهم أيضًا من يقيمون للصلاة، وكان بيت الريس يؤذنون في المقام الشافعي ثم يقوم السبعة المؤذنون بالأذان في منابر الحرم وقد استمر هذا الأمر حتى وقت قريب وتحديدًا عام 1400 هـ. كان أول أذان قام به هو أذان الفجر الأول وأذان الفجر الثاني، كانت مئذنة باب الزيادة لم يكن بها ميكروفون وكانوا يطلقون عليها (الصنجة) وكان لا يسمعها إلا الذين يجلسون تحتها، ثم انتقل بعد ذلك إلى منارة (باب المحكمة) حيث كانت الحصوة التي أمام مئذنة باب المحكمة يجلس بها علماء كبار مثل الشيخ محمد حسن مشاط والشيخ عبد الله بصنوي والشيخ محمد أمين مرداد. وفي أيام الحج كان يؤذن لجميع الصلوات الخمس. وكان أول من أذن في مآذن مساجد خادم الحرمين الشريفين في الخارج بمرافقة الأمير عبد العزيز بن فهد بن عبد العزيز، وأول أذان رفعه في فنزويلا، وأخر أذان كان في جبل طارق.

### خارج الحرم
لدى الشيخ الملا هواية جمع التراث من طوابع وعملات وفضة وكذلك المجلات والكتب وقصاصات الأوراق والرسم، وكذلك عمليات تصوير الفيديو والفوتوغرافي والكشافة، ويرأس حاليًا مجلس إدارة نادي شباب العوالي.

## حادثة الحرم
في حادثة الحرم المكي عام 1979 شهد علي الملا الحادث حيث توقف الأذان في المسجد لمدة 23 يومًا، وبعد فك الحصار كان هو أول من رفع أذان صلاة المغرب وتزامن ذلك مع حضور الملك خالد بن عبد العزيز آل سعود وأدائه صلاة المغرب في الحرم وذلك في شهر محرم.

## وصلات خارجية
- أذان الحرم المكي - بصوت المؤذن علي أحمد ملا على يوتيوب.
- لقاء مع صحيفة عرب نيوز في أكتوبر عام 2003.
- تسجيل صوتي لأذان علي ملا.